# Westwood Lakes
Westwood Lakes è un Census-designated place degli Stati Uniti d'America situato nella parte centrale della Contea di Miami-Dade dello Stato della Florida.
Secondo le stime del 2010, la città ha una popolazione di 12.005 abitanti su una superficie di 4,7 km².